# كريس بارون
كريس بارون (بالإنجليزية: Christopher Barron Gross)‏ هو مغني وكاتب أغاني أمريكي، ولد في 5 فبراير 1968 في هونولولو في الولايات المتحدة.

## وصلات خارجية
- الموقع الرسمي
- كريس بارون على موقع IMDb (الإنجليزية)
- كريس بارون على موقع ميوزك برينز (الإنجليزية)
- كريس بارون على موقع ديسكوغز (الإنجليزية)
- كريس بارون على موقع قاعدة بيانات الفيلم (الإنجليزية)